# 女川駅
女川駅（おながわえき）は、宮城県牡鹿郡女川町女川2丁目にある、東日本旅客鉄道（JR東日本）石巻線の駅。同線の終着駅となっている。

## 歴史
- 1926年（大正15年）7月15日：金華山軌道の女川駅（北緯38度26分24.9秒 東経141度26分30.6秒 / 北緯38.440250度 東経141.441833度）が開業。
- 1939年（昭和14年）
  - 10月7日：鉄道省石巻線の女川駅（北緯38度26分46秒 東経141度26分45.5秒 / 北緯38.44611度 東経141.445972度）が開業[4]。
  - 10月29日：金華山軌道が全線休止。
- 1940年（昭和15年）5月3日：金華山軌道が全線廃止。国鉄開業による経営不振と認められ、国から補償を受けた[5]。
- 1947年（昭和22年）8月6日：昭和天皇の戦後巡幸。女川駅発 - 陸前古川駅行のお召し列車が運行[6]。
- 1958年（昭和33年）8月11日：当駅 - 女川港駅間貨物支線開業[4]。
- 1968年（昭和43年）11月1日：貨物の取り扱いを廃止[4]。
- 1980年（昭和55年）8月1日：当駅 - 女川港駅間の貨物支線が廃止[4]。
- 1985年（昭和60年）3月14日：荷物の扱いを廃止[4]。
- 1987年（昭和62年）4月1日：国鉄分割民営化により、東日本旅客鉄道の駅となる[4]。
- 2002年（平成14年）10月14日：「東北の駅百選」の一つに選定される。
- 2011年（平成23年）
  - 3月11日：東北地方太平洋沖地震（東日本大震災）に伴う津波により、駅舎や車両を流失[7][新聞 2]。
  - 4月21日：代行バスが石巻駅 - 当駅間で運行を開始（同年5月19日からは「女川運動公園」発着）[8][9]。
- 2012年（平成24年）3月17日：石巻 - 渡波間の復旧に伴い、代行バス区間が当駅 - 渡波駅間に短縮。
- 2013年（平成25年）3月16日：渡波 - 浦宿間の復旧に伴い、代行バス区間が当駅 - 浦宿駅間に短縮。
- 2015年（平成27年）3月21日：女川町が計画する駅周辺のまちびらきに合わせ、当駅が約200メートル内陸側に移設（北緯38度26分48.3秒 東経141度26分38.3秒 / 北緯38.446750度 東経141.443972度）され、浦宿駅 - 当駅間が復旧[新聞 1]。
- 2016年（平成28年）8月6日：仙石東北ラインの一部列車が直通運転開始[報道 1]。
- 2024年（令和6年）10月1日：えきねっとQチケのサービスを開始[3][報道 2]。

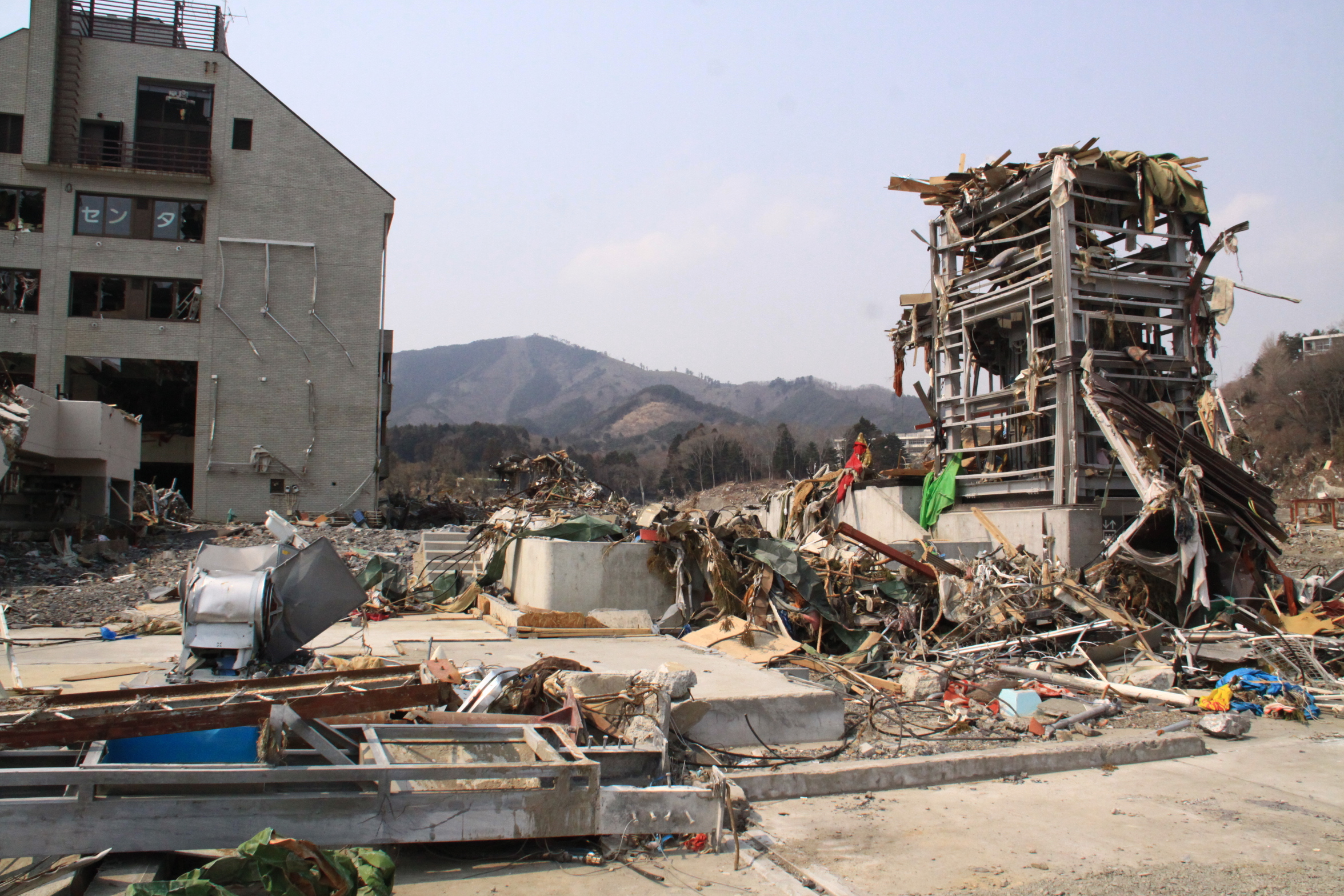
被災後の旧駅舎。ホームとエレベーターシャフトのみが残された（2011年3月）
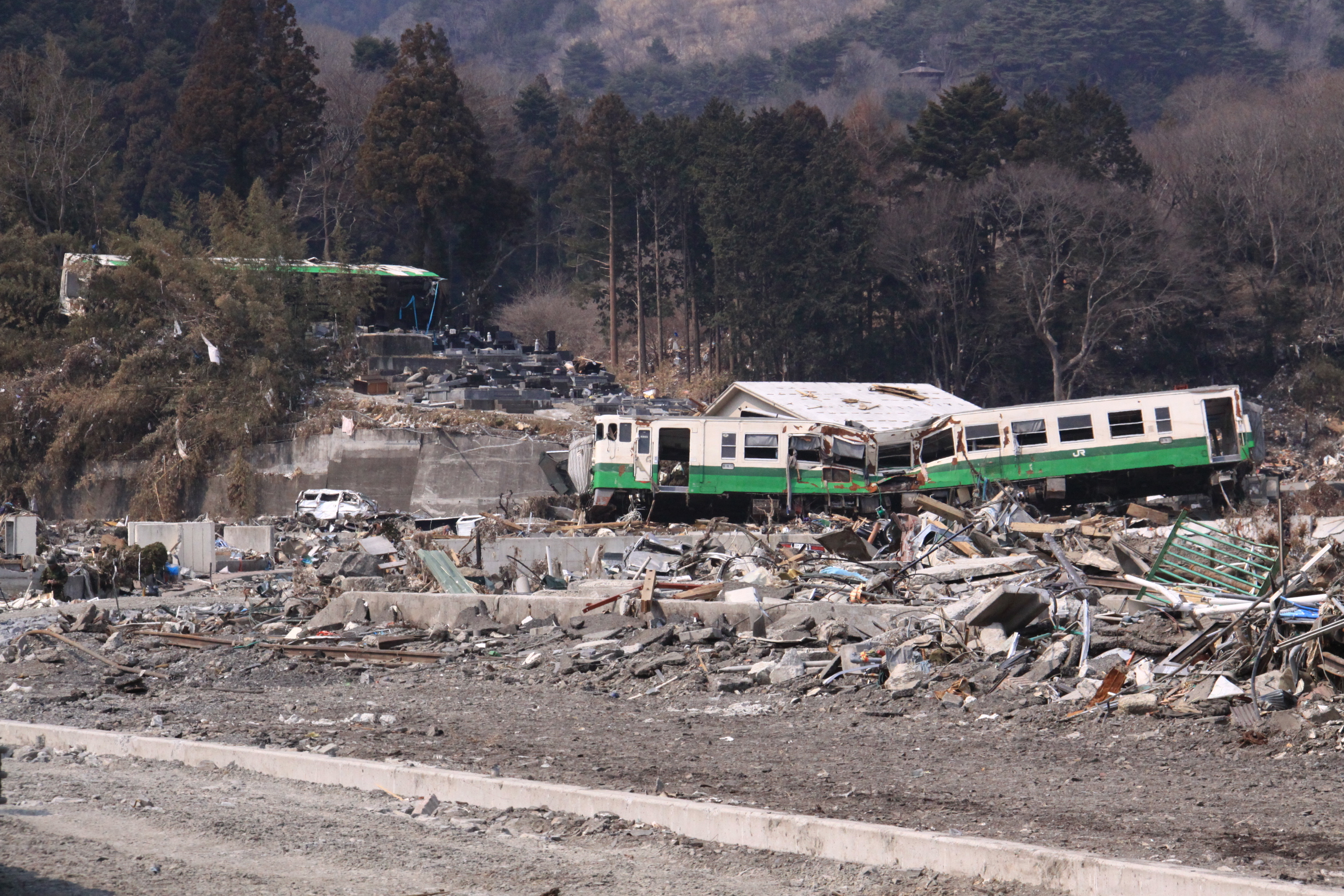
駅から流された列車。1両は画像左上の丘の中腹まで打ち揚げられた（2011年3月）
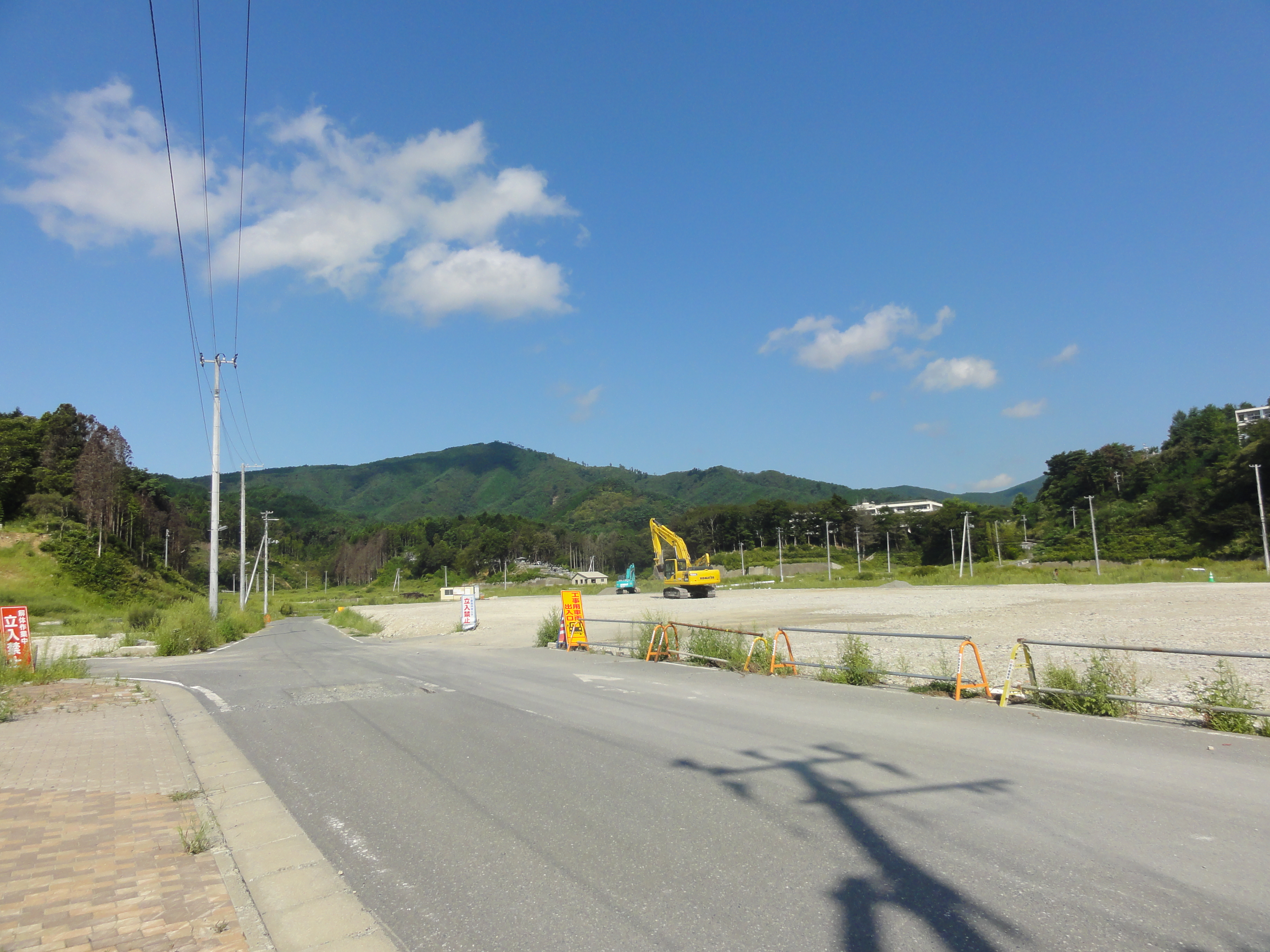
更地になった駅跡地（2012年9月）
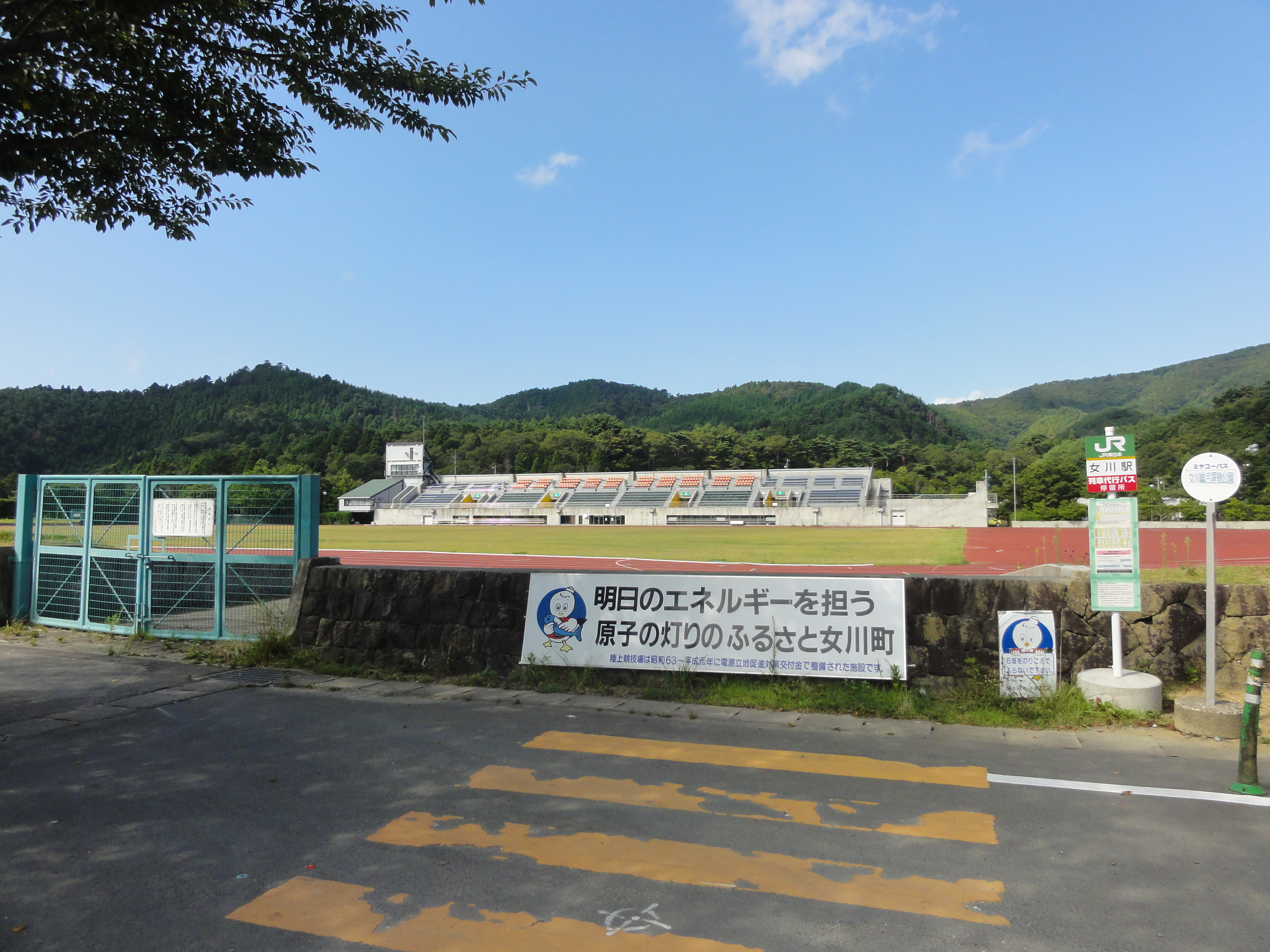
女川運動公園前の代行バス乗り場（2012年9月）

## 駅構造
単式ホーム1面1線を有する地上駅である。小牛田統括センター（石巻駅）が管理し、JR東日本東北総合サービスが受託する業務委託駅である（早朝・夜間のほか、一部の日中時間帯は駅員不在）。窓口と自動券売機が設置されている。ホームの有効長は4両分である。
駅舎は震災前より約150メートル内陸に移動し、地盤が約7メートルかさ上げされた場所に女川町が復興のシンボルとして、総工費8億5,086万1,800円をかけて建設された。
鉄骨3階建て（屋根は木造）の建物に駅舎と町営の温浴施設「女川温泉ゆぽっぽ」が合築されており（1階：駅施設と温浴施設、2階：浴場と休憩施設、3階：展望フロア）、建築家の坂茂が設計を担当した。羽を広げたウミネコをイメージしたのが特徴的で、白く大きな屋根は、正面性が強いシンメトリーな形態とし、背後の山並みを意識した浅い切妻造を採用している。

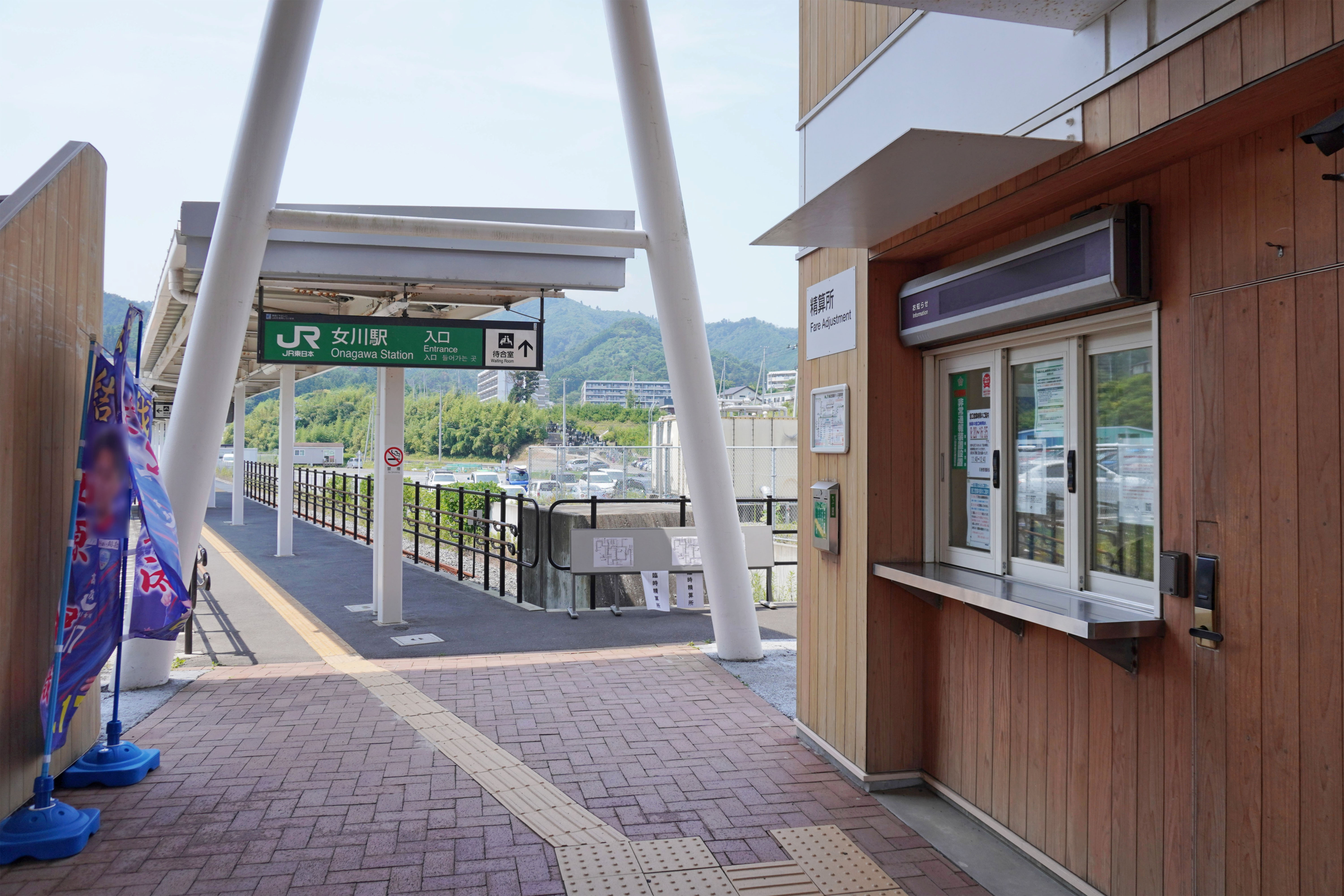
改札口（2023年7月）
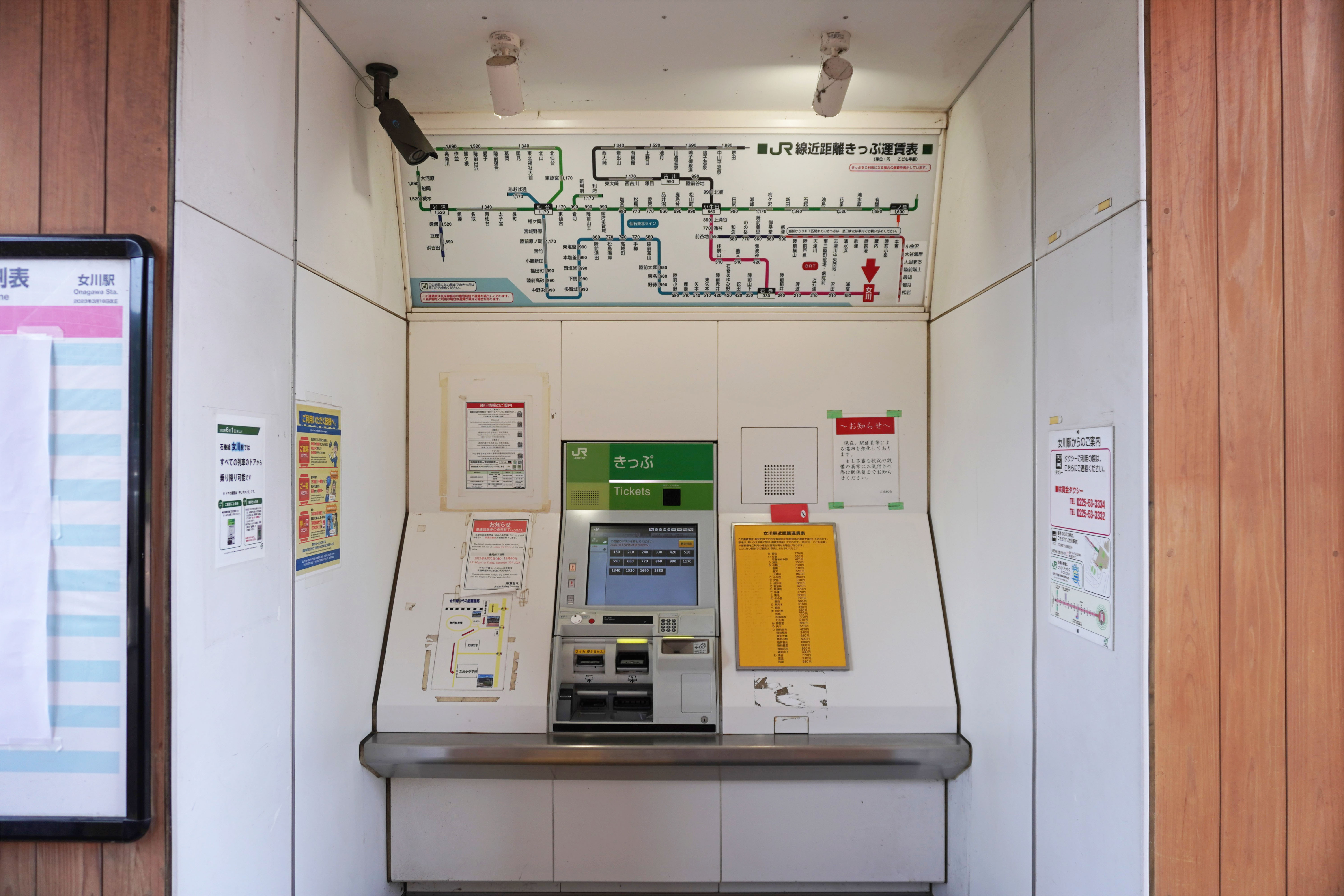
自動券売機（2023年7月）
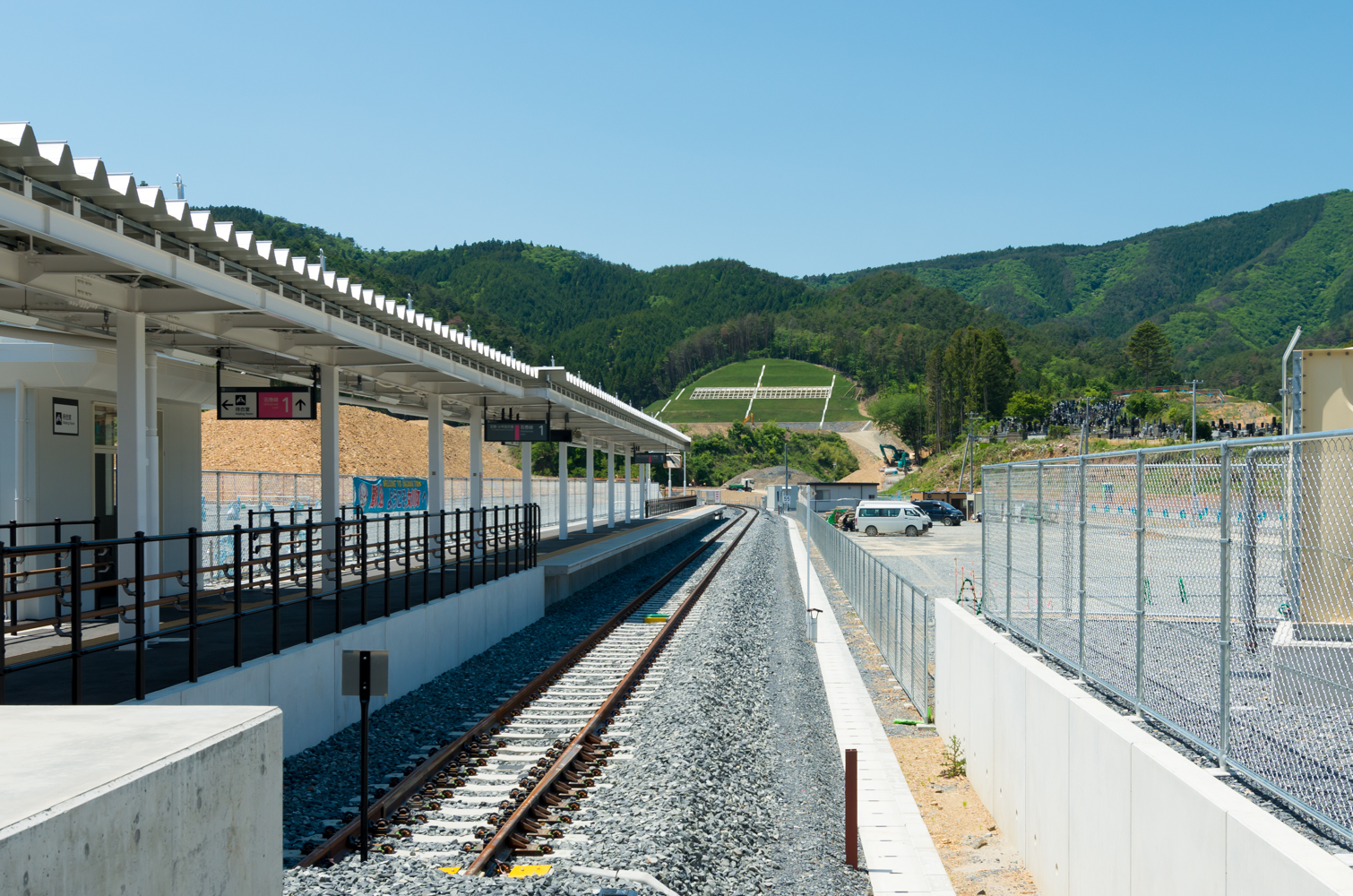
ホーム（2015年4月）

### 東日本大震災被災前
頭端式ホーム1面2線を有する地上駅（主に1番線使用）。駅舎とホームの間には18段の階段があったが、1960年（昭和35年）5月24日のチリ地震津波到来の際に水が達した段には、青いラインが引かれていた。階段横には、車椅子対応型のエレベーターが2011年（平成23年）3月17日の使用開始に向けて設置中だった。2番線側には機回し線が敷設されており、2009年（平成21年）10月10日 - 12日の間に小牛田駅 - 当駅間で運行された「SLホエール号」のC11形蒸気機関車が機関車を付け替えるために使用された。

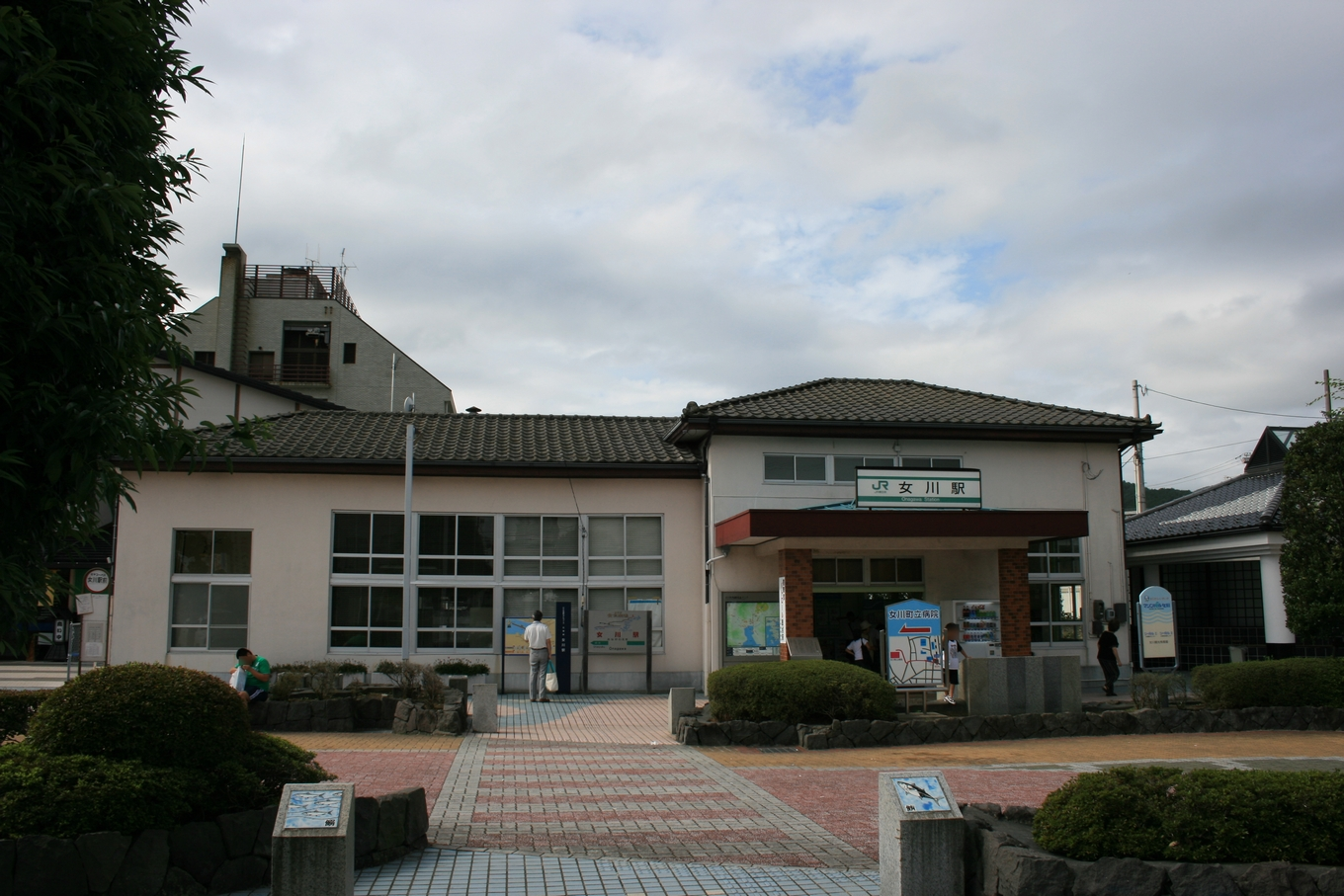
被災前の旧駅舎（2007年9月）
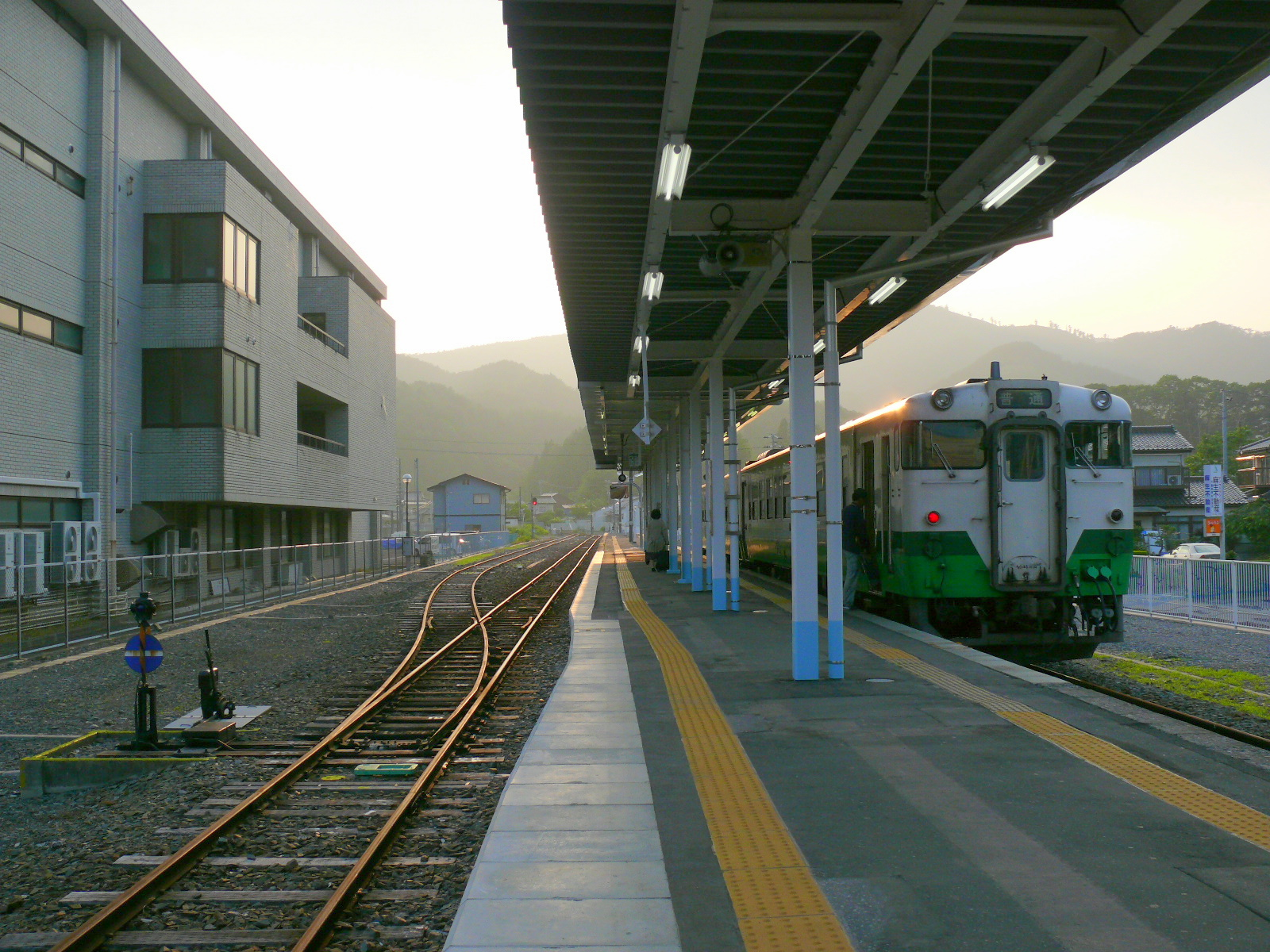
機回し線とホーム（2010年6月）
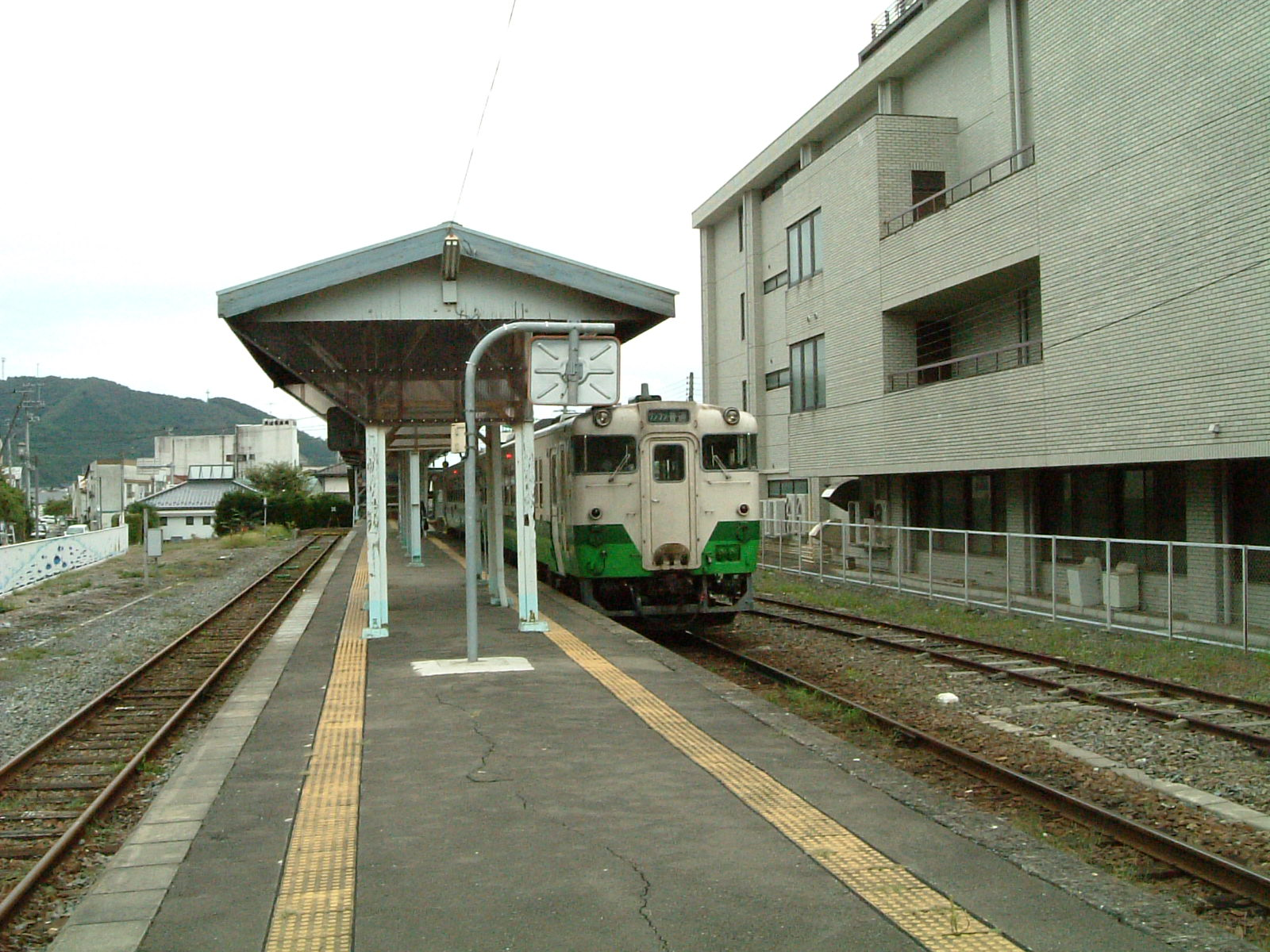
ホーム中ほどより駅舎側を望む（2004年9月）

## 利用状況
JR東日本によると、2023年度（令和5年度）の1日平均乗車人員は194人である。
2000年度（平成12年度）以降の推移は以下のとおりである。
| 1日平均乗車人員推移 | 1日平均乗車人員推移 | 1日平均乗車人員推移 | 1日平均乗車人員推移 | 1日平均乗車人員推移 |
| 年度                | 定期外              | 定期                | 合計                | 出典                |
| ------------------- | ------------------- | ------------------- | ------------------- | ------------------- |
| 2000年（平成12年）  |                     |                     | 521                 | [ 利用客数 2 ]      |
| 2001年（平成13年）  |                     |                     | 499                 | [ 利用客数 3 ]      |
| 2002年（平成14年）  |                     |                     | 468                 | [ 利用客数 4 ]      |
| 2003年（平成15年）  |                     |                     | 445                 | [ 利用客数 5 ]      |
| 2004年（平成16年）  |                     |                     | 428                 | [ 利用客数 6 ]      |
| 2005年（平成17年）  |                     |                     | 382                 | [ 利用客数 7 ]      |
| 2006年（平成18年）  |                     |                     | 347                 | [ 利用客数 8 ]      |
| 2007年（平成19年）  |                     |                     | 348                 | [ 利用客数 9 ]      |
| 2008年（平成20年）  |                     |                     | 348                 | [ 利用客数 10 ]     |
| 2009年（平成21年）  |                     |                     | 325                 | [ 利用客数 11 ]     |
| 2010年（平成22年）  |                     |                     | 314                 | [ 利用客数 12 ]     |
| 2011年（平成23年）  | 非公表              | 非公表              | 非公表              |                     |
| 2012年（平成24年）  | 8                   | 45                  | 54                  | [ 利用客数 13 ]     |
| 2013年（平成25年）  | 3                   | 45                  | 48                  | [ 利用客数 14 ]     |
| 2014年（平成26年）  | 16                  | 45                  | 62                  | [ 利用客数 15 ]     |
| 2015年（平成27年）  | 105                 | 66                  | 172                 | [ 利用客数 16 ]     |
| 2016年（平成28年）  | 112                 | 93                  | 206                 | [ 利用客数 17 ]     |
| 2017年（平成29年）  | 116                 | 106                 | 222                 | [ 利用客数 18 ]     |
| 2018年（平成30年）  | 112                 | 109                 | 222                 | [ 利用客数 19 ]     |
| 2019年（令和元年）  | 111                 | 108                 | 220                 | [ 利用客数 20 ]     |
| 2020年（令和02年）  | 68                  | 95                  | 164                 | [ 利用客数 21 ]     |
| 2021年（令和03年）  | 64                  | 97                  | 161                 | [ 利用客数 22 ]     |
| 2022年（令和04年）  | 84                  | 93                  | 177                 | [ 利用客数 23 ]     |
| 2023年（令和05年）  | 93                  | 101                 | 194                 | [ 利用客数 1 ]      |

## 駅周辺
女川駅は「リアスの湾に臨む町ののどかなムードの終着駅」として、2002年（平成14年）、東北の駅百選に選定された。駅は女川湾の湾奥、女川漁港のある女川町の中心部に位置する。震災後に移設された女川駅から女川湾方面へ向かう通路沿いに商店街「シーパルピア女川」が整備された。
震災前、駅に隣接していた女川温泉ゆぽっぽにはJRより譲り受けた廃車車両（キハ40 519、「望郷山」と命名）があった。この車両は首都圏色へ塗装変更、座敷形式の内装に改装され、休憩室として温泉利用者に開放されていた。車両は駅のホームからも見ることができた。浴室内にはほっとゆだ駅やみなみ子宝温泉駅と同様に列車の発車時刻を知らせる信号機があった。また、女川駅と女川港の間に貨物支線跡を転用した遊歩道があった。魚介類を直接、貨車へ積み込み可能にするため魚市場には段差があり、往時の面影が見られた。
- 女川港
  - 離島航路ターミナル - 江島・金華山方面
- 女川町立女川中学校
- 女川町立女川小学校
- 女川町役場
- 国道398号
- 宮城県道41号女川牡鹿線
- 道の駅おながわ
- ミヤコーバス・女川町民バス「女川駅前」停留所

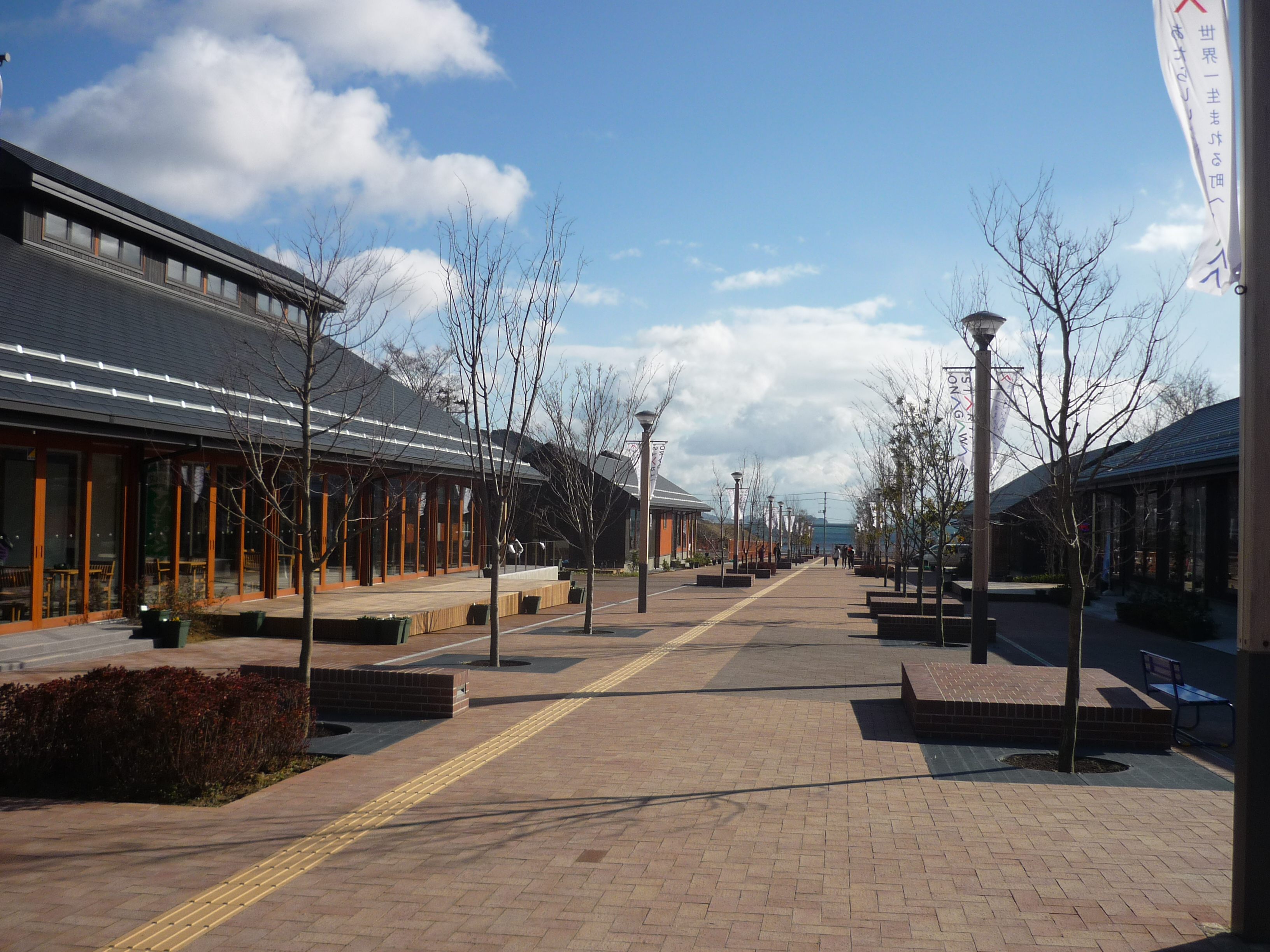
駅前の商店街「シーパルピア女川」（2015年12月）
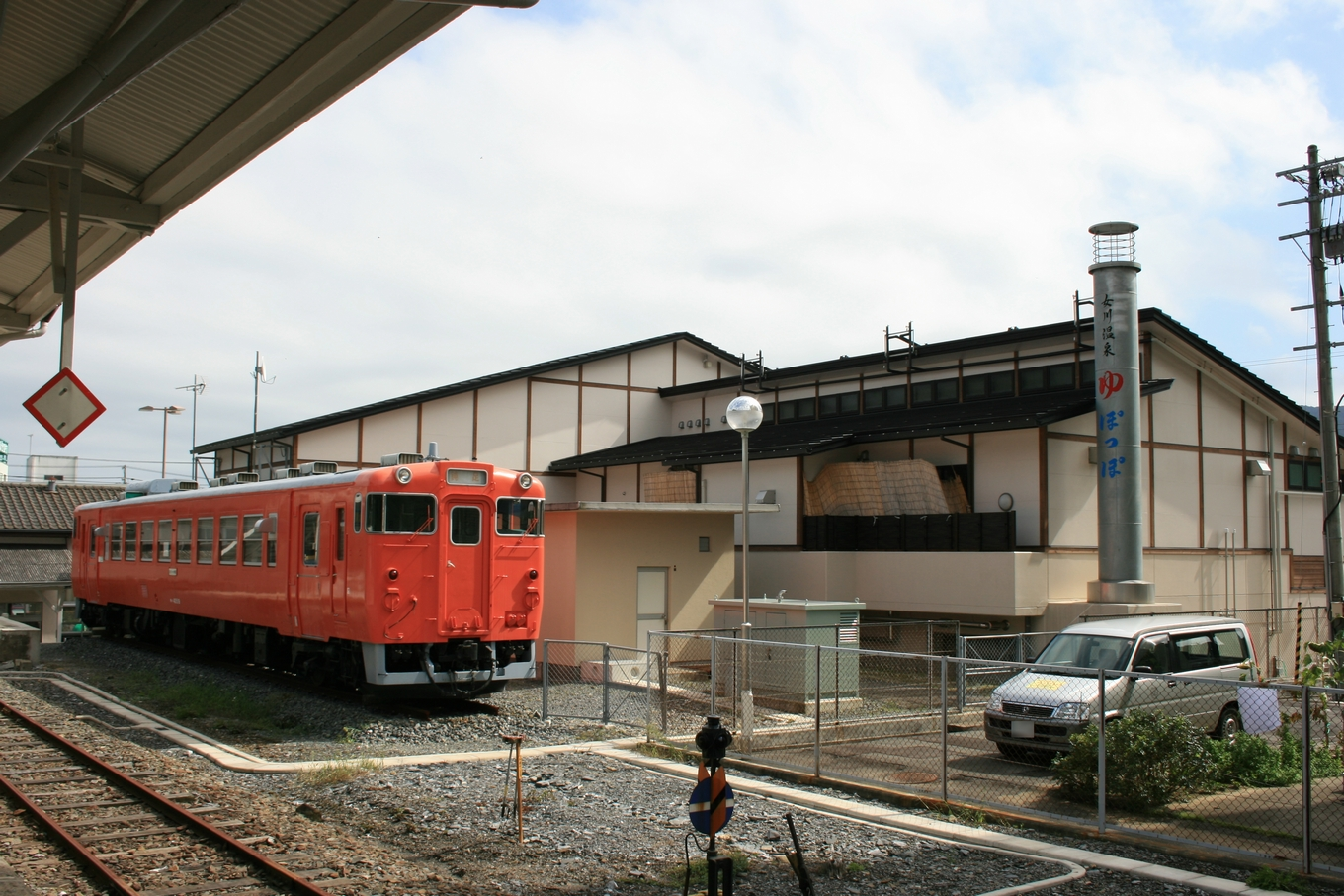
駅に隣接する被災前の「女川温泉ゆぽっぽ」（2007年9月）
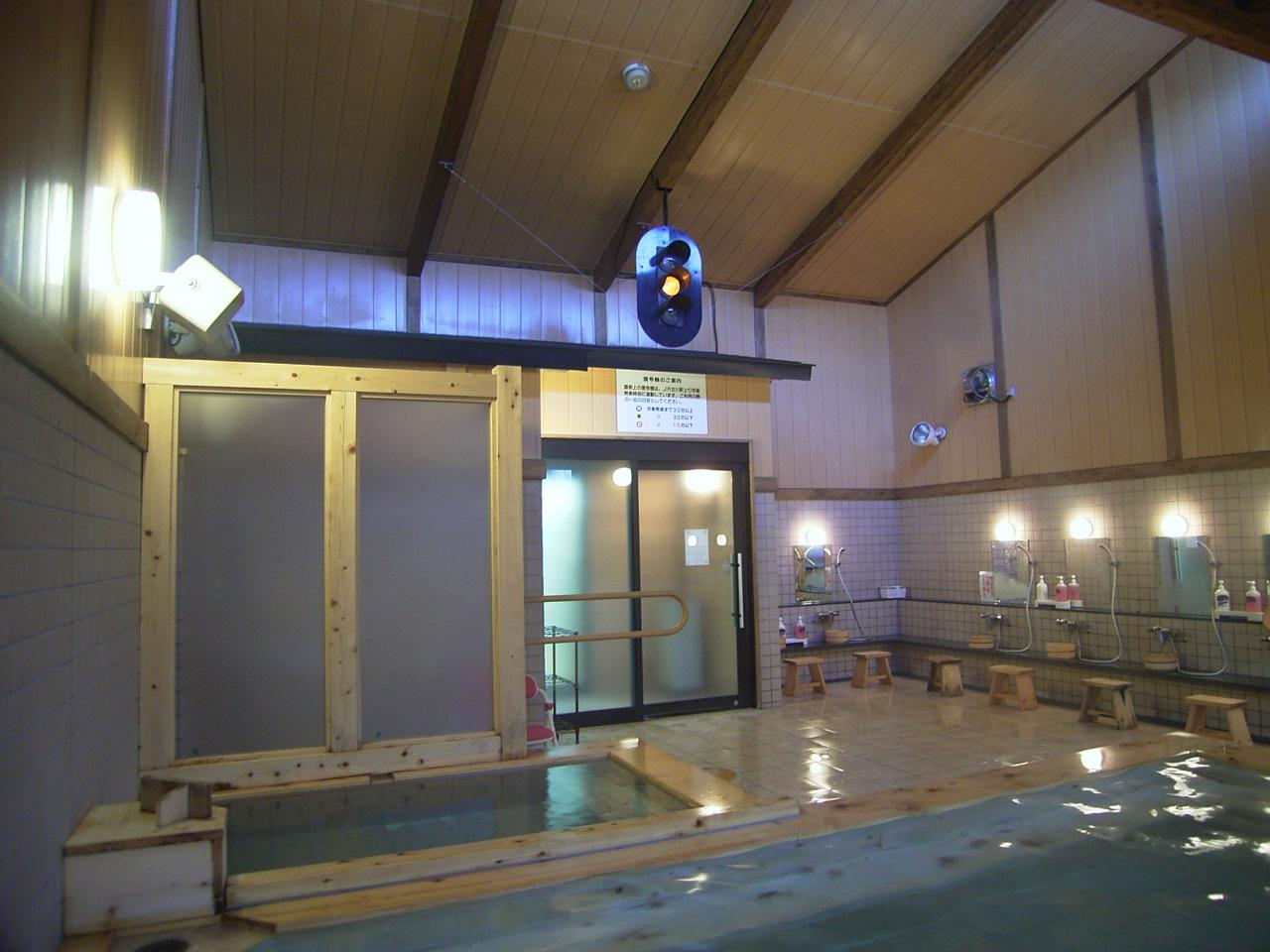
被災前のゆぽっぽの浴場（2006年12月）
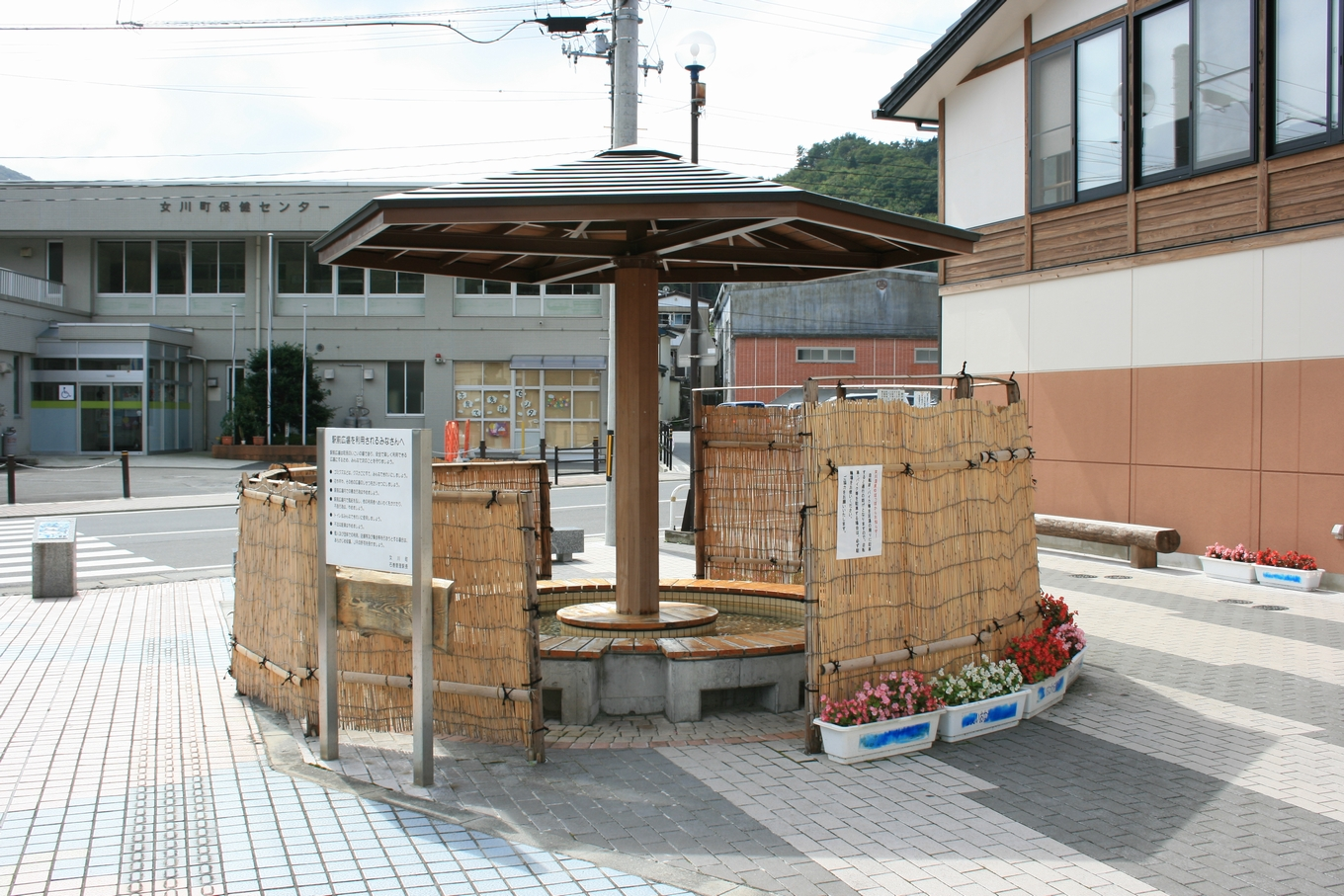
駅併設の足湯（2007年9月）

## 隣の駅
東日本旅客鉄道（JR東日本）
■石巻線・■■仙石東北ライン
■快速（赤快速）・■普通
浦宿駅 - 女川駅

### かつて存在した路線
日本国有鉄道
石巻線（貨物支線）
女川駅 - （貨）女川港駅

### 記事本文

#### 報道発表資料
1. ↑  「仙石東北ライン一部列車の女川駅直通運転の開始について (PDF)」（プレスリリース）、東日本旅客鉄道仙台支社、2016年6月29日。2016年7月4日時点のオリジナル (PDF)よりアーカイブ。2016年8月7日閲覧。
2. ↑  「Suicaエリア外もチケットレスで! 東北エリアから「えきねっとQチケ」がはじまります (PDF)」（プレスリリース）、東日本旅客鉄道、2024年7月11日。2024年8月11日閲覧。
3. ↑  「エレベーターの使用開始について (PDF)」（プレスリリース）、東日本旅客鉄道仙台支社、2011年2月24日。2013年6月20日時点のオリジナル (PDF)よりアーカイブ。2023年11月11日閲覧。

#### 新聞記事
1. 1 2 3  百武信幸「東日本大震災：JR石巻線つながった 最後の2.3キロ開通」『毎日新聞』毎日新聞社、2015年3月22日。
2. ↑  白岩秀基、羽尻拓史、喜多俊介「ビル屋上に車、駅は土台だけ…女川襲った津波」『読売新聞』2011年3月13日。オリジナルの2013年1月11日時点におけるアーカイブ。2018年12月19日閲覧。
3. ↑  「JR女川駅前：「これからやるぞ」27店舗の新商業施設」『毎日新聞』2015年12月23日。2024年10月8日閲覧。

### 利用状況
1. 1 2  「各駅の乗車人員 2023年度 101位以下（7）| 企業サイト：JR東日本」東日本旅客鉄道。2025年8月2日閲覧。
2. ↑  「JR東日本：各駅の乗車人員（2000年度）」東日本旅客鉄道。2025年8月2日閲覧。
3. ↑  「JR東日本：各駅の乗車人員（2001年度）」東日本旅客鉄道。2025年8月2日閲覧。
4. ↑  「JR東日本：各駅の乗車人員（2002年度）」東日本旅客鉄道。2025年8月2日閲覧。
5. ↑  「JR東日本：各駅の乗車人員（2003年度）」東日本旅客鉄道。2025年8月2日閲覧。
6. ↑  「JR東日本：各駅の乗車人員（2004年度）」東日本旅客鉄道。2025年8月2日閲覧。
7. ↑  「JR東日本：各駅の乗車人員（2005年度）」東日本旅客鉄道。2025年8月2日閲覧。
8. ↑  「JR東日本：各駅の乗車人員（2006年度）」東日本旅客鉄道。2025年8月2日閲覧。
9. ↑  「JR東日本：各駅の乗車人員（2007年度）」東日本旅客鉄道。2025年8月2日閲覧。
10. ↑  「JR東日本：各駅の乗車人員（2008年度）」東日本旅客鉄道。2025年8月2日閲覧。
11. ↑  「JR東日本：各駅の乗車人員（2009年度）」東日本旅客鉄道。2025年8月2日閲覧。
12. ↑  「JR東日本：各駅の乗車人員（2010年度）」東日本旅客鉄道。2025年8月2日閲覧。
13. ↑  「JR東日本：各駅の乗車人員（2012年度）」東日本旅客鉄道。2025年8月2日閲覧。
14. ↑  「各駅の乗車人員 2013年度 ベスト100以外（9）：JR東日本」東日本旅客鉄道。2025年8月2日閲覧。
15. ↑  「各駅の乗車人員 2014年度 ベスト100以外（9）：JR東日本」東日本旅客鉄道。2025年8月2日閲覧。
16. ↑  「各駅の乗車人員 2015年度 ベスト100以外（8）：JR東日本」東日本旅客鉄道。2025年8月2日閲覧。
17. ↑  「各駅の乗車人員 2016年度 ベスト100以外（8）：JR東日本」東日本旅客鉄道。2025年8月2日閲覧。
18. ↑  「各駅の乗車人員 2017年度 ベスト100以外（8）：JR東日本」東日本旅客鉄道。2025年8月2日閲覧。
19. ↑  「各駅の乗車人員 2018年度 ベスト100以外（8）：JR東日本」東日本旅客鉄道。2025年8月2日閲覧。
20. ↑  「各駅の乗車人員 2019年度 ベスト100以外（7）：JR東日本」東日本旅客鉄道。2025年8月2日閲覧。
21. ↑  「各駅の乗車人員 2020年度 101位以下（7）| 企業サイト：JR東日本」東日本旅客鉄道。2025年8月2日閲覧。
22. ↑  「各駅の乗車人員 2021年度 101位以下（7）| 企業サイト：JR東日本」東日本旅客鉄道。2025年8月2日閲覧。
23. ↑  「各駅の乗車人員 2022年度 101位以下（7）| 企業サイト：JR東日本」東日本旅客鉄道。2025年8月2日閲覧。